# Melodije morja in sonca 2013
33. festival Melodije morja in sonca je potekal v Avditoriju Portorož 6. julija 2013. V živo sta tekmovanje prenašala TV Slovenija 1 in Prvi program Radia Slovenija. Zmagovalka festivala je bila Tinkara Kovač s skladbo Mars in Venera.
Festival je odprla zmagovalka Melodij morja in sonca 2012 Nuša Derenda s pesmijo Za stare čase. Spremljevalni program je bil posvečen pokojnemu Danilu Kocjančiču. V njem so nastopili Anika Horvat, Tulio Furlanič, Slavko Ivančić, Ladi Mljač, Lea Sirk, kvartet Šturle in Mali ekrani s priredbami Danilovih pesmi.
Izvajalci so bili na festival bodisi povabljeni bodisi so se nanj prijavili v okviru javnega razpisa in bili izbrani s strani izborne komisije. Med povabljenimi izvajalci so bili Alenka Godec, Enzo Hrovatin, Darja Švajger, Manca Špik, Tinkara Kovač, Nika Zorjan in Ylenia Zobec, preko javnega razpisa pa so se na festival uvrstili Igor Lija, skupini Panda in Kalamari, Alex Volasko, Žan Serčič, Statale 56 in Marko Vozelj.

## Tekmovalci
| Zap. št. | Skladba                 | Izvajalec     | Avtor glasbe              | Avtor besedila           | Avtor priredbe                 | Točke | Uvrstitev |
| -------- | ----------------------- | ------------- | ------------------------- | ------------------------ | ------------------------------ | ----- | --------- |
| 1.       | Ko te ni                | Igor Lija     | Igor Mikolič              | Igor Mikolič             | Marino Legovič                 | 7     | 10.       |
| 2.       | Ci riuscirai            | Ylenia Zobec  | Matjaž Vlašič             | Ylenia Zobec             | Tadej Mihelič                  | 27    | 4.        |
| 3.       | Češnjev cvet            | Panda         | Andrej Pompe              | Andrej Pompe             | Samo Pirc                      | 5     | 11.       |
| 4.       | Mars & Venera           | Tinkara Kovač | Gaber Radojević, Lea Sirk | Tinkara Kovač            | Gaber Radojević                | 37    | 1.        |
| 5.       | Nora noč je pred nama   | Marko Vozelj  | Matjaž Vlašič             | Marko Vozelj             | Matjaž Vlašič, Boštjan Grabnar | 18    | 7.        |
| 6.       | Vse je ljubezen         | Alenka Godec  | Aleš Klinar               | Anja Rupel, Alenka Godec | Aleš Klinar, Miha Gorše        | 28    | 2.        |
| 7.       | Ljubezen na prvi pogled | Žan Serčič    | Žan Serčič                | Žan Serčič               | Žan Serčič                     | 1     | 14.       |
| 8.       | Nekaj, kar ne mine      | Darja Švajger | Marino Legovič            | Leon Oblak               | Marino Legovič                 | 5     | 12.       |
| 9.       | Questione di chimica    | Statale 56    | Franko Reja               | Franko Reja              | Franko Reja                    | 3     | 13.       |
| 10.      | Nasmeh življenja        | Nika Zorjan   | Raay                      | Tina Piš, Franci Tepina  | Raay                           | 26    | 5.        |
| 11.      | Tam na obali            | Alex Volasko  | Alex Volasko              | Alex Volasko             | Miha Gorše                     | 21    | 6.        |
| 12.      | Ni skrbi                | Manca Špik    | Manca Špik                | Manca Špik               | Gaber Radojević                | 13    | 9.        |
| 13.      | Poletje 2000            | Kalamari      | Jože Jež                  | Drago Mislej             | Matjaž Švagelj                 | 13    | 8.        |
| 14.      | Spreminjam se           | Enzo Hrovatin | Enzo Hrovatin             | Leon Oblak               | Martin Štibernik               | 28    | 3.        |

## Nagrade
Zmagovalka festivala Melodij morja in sonca 2013 je glede na skupno število točk postala Tinkara Kovač. Strokovna žirija je največ točk sicer podelila Ylenii Zobec, radijske postaje in občinstvo v Avditoriju so največ točk namenili Tinkari Kovač, gledalci in poslušalci pa Niki Zorjan.
Strokovna žirija je nagrado za glasbo podelila Alešu Klinarju za skladbo Vse je ljubezen. Nagrado za najboljše besedilo je prejel Leon Oblak, avtor besedila skladbe Spreminjam se. Nagrado za najboljši aranžma je prejel Tadej Mihelič za skladbo Ci riuscirai. Nagrado za najboljšo izvedbo je prejela Tinkara Kovač, nagrado Danila Kocjančiča za najboljšega debitanta pa Alex Volasko.

#### Ločeni rezultati glasovanja
Glasovi žirij radijskih postaj, strokovne žirije, občinstva v Avditoriju Portorož ter televizijskih gledalcev in radijskih poslušalcev.
| Izvajalec     | Radijske postaje | Strokovna žirija | Občinstvo | Televoting | Skupaj | Uvrstitev |
| ------------- | ---------------- | ---------------- | --------- | ---------- | ------ | --------- |
| Igor Lija     | 2                |                  | 2         | 3          | 7      | 10.       |
| Ylenia Zobec  | 8                | 12               | 7         |            | 27     | 4.        |
| Panda         | 4                | 1                |           |            | 5      | 11.       |
| Tinkara Kovač | 12               | 6                | 12        | 7          | 37     | 1.        |
| Marko Vozelj  |                  | 4                | 4         | 10         | 18     | 7.        |
| Alenka Godec  | 10               | 8                | 8         | 2          | 28     | 2.        |
| Žan Serčič    |                  |                  |           | 1          | 1      | 14.       |
| Darja Švajger | 5                |                  |           |            | 5      | 12.       |
| Statale 56    |                  | 2                | 1         |            | 3      | 13.       |
| Nika Zorjan   | 6                | 3                | 5         | 12         | 26     | 5.        |
| Alex Volasko  | 1                | 10               | 6         | 4          | 21     | 6.        |
| Manca Špik    | 7                |                  |           | 6          | 13     | 9.        |
| Kalamari      |                  | 5                | 3         | 5          | 13     | 8.        |
| Enzo Hrovatin | 3                | 7                | 10        | 8          | 28     | 3.        |

#### Telefonsko glasovanje
| Izvajalec     | Št. glasov | Točke |
| ------------- | ---------- | ----- |
| Igor Lija     | 642        | 3     |
| Ylenia Zobec  | 384        |       |
| Panda         | 78         |       |
| Tinkara Kovač | 835        | 7     |
| Marko Vozelj  | 1002       | 10    |
| Alenka Godec  | 640        | 2     |
| Žan Serčič    | 481        | 1     |
| Darja Švajger | 351        |       |
| Statale 56    | 163        |       |
| Nika Zorjan   | 1007       | 12    |
| Alex Volasko  | 704        | 4     |
| Manca Špik    | 821        | 6     |
| Kalamari      | 765        | 5     |
| Enzo Hrovatin | 962        | 8     |